# Hymenodiscus fragilis
Hymenodiscus fragilis är en sjöstjärneart som först beskrevs av Fisher 1906.  Hymenodiscus fragilis ingår i släktet Hymenodiscus och familjen Brisingidae. Inga underarter finns listade i Catalogue of Life.